# Taniguchi Shōgo
Taniguchi Shōgo (谷口 彰悟 (Cốc-Khẩu Chương-Ngộ) sinh ngày 15 tháng 7 năm 1991 ở Kumamoto, Kumamoto) là một cầu thủ bóng đá người Nhật Bản thi đấu cho Kawasaki Frontale.

## Thống kê sự nghiệp câu lạc bộ
Cập nhật gần đây nhất: 25 tháng 1 năm 2018.
| Thành tích câu lạc bộ | Thành tích câu lạc bộ | Thành tích câu lạc bộ | Giải vô địch | Giải vô địch | Cúp                   | Cúp                   | Cúp Liên đoàn | Cúp Liên đoàn | Châu lục | Châu lục  | Tổng cộng | Tổng cộng |
| Mùa giải              | Câu lạc bộ            | Giải vô địch          | Số trận      | Bàn thắng    | Số trận               | Bàn thắng             | Số trận       | Bàn thắng     | Số trận  | Bàn thắng | Số trận   | Bàn thắng |
| Nhật Bản              | Nhật Bản              | Nhật Bản              | Giải vô địch | Giải vô địch | Cúp Hoàng đế Nhật Bản | Cúp Hoàng đế Nhật Bản | Cúp Liên đoàn | Cúp Liên đoàn | Châu Á   | Châu Á    | Tổng cộng | Tổng cộng |
| --------------------- | --------------------- | --------------------- | ------------ | ------------ | --------------------- | --------------------- | ------------- | ------------- | -------- | --------- | --------- | --------- |
| 2014                  | Kawasaki Frontale     | J1 League             | 30           | 1            | 1                     | 0                     | 4             | 0             | 5        | 0         | 40        | 1         |
| 2015                  | Kawasaki Frontale     | J1 League             | 34           | 2            | 6                     | 0                     | 1             | 0             | 0        | 0         | 41        | 2         |
| 2016                  | Kawasaki Frontale     | J1 League             | 35           | 1            | 4                     | 1                     | 6             | 2             | 0        | 0         | 45        | 4         |
| 2017                  | Kawasaki Frontale     | J1 League             | 34           | 7            | 0                     | 0                     | 4             | 0             | 8        | 1         | 46        | 8         |
| 2018                  | Kawasaki Frontale     | J1 League             | 1            | 1            | 1                     | 0                     | 0             | 0             | 2        | 0         | 4         | 1         |
| Tổng cộng sự nghiệp   | Tổng cộng sự nghiệp   | Tổng cộng sự nghiệp   | 134          | 12           | 12                    | 1                     | 14            | 2             | 15       | 1         | 176       | 16        |

### Quốc tế
Tính đến ngày 3 tháng 2 năm 2024
| Đội tuyển quốc gia | Năm  | Trận | Bàn |
| ------------------ | ---- | ---- | --- |
| Nhật Bản           | 2015 | 2    | 0   |
| Nhật Bản           | 2017 | 1    | 0   |
| Nhật Bản           | 2021 | 2    | 0   |
| Nhật Bản           | 2022 | 6    | 0   |
| Nhật Bản           | 2023 | 13   | 1   |
| Nhật Bản           | 2024 | 2    | 0   |
| Tổng               | Tổng | 26   | 1   |

Bàn thắng và kết quả của Nhật Bản được để trước.
| # | Ngày                | Địa điểm                              | Đối thủ     | Bàn thắng | Kết quả | Giải đấu       |
| - | ------------------- | ------------------------------------- | ----------- | --------- | ------- | -------------- |
| 1 | 15 tháng 6 năm 2023 | Sân vận động Toyota, Toyota, Nhật Bản | El Salvador | 1–0       | 6–0     | Kirin Cup 2023 |

## Sự nghiệp quốc tế
Ngày 7 tháng 5 năm 2015, Nhật Bản's coach Vahid Halilhodžić called him for a two-days training camp. Ngày 23 tháng 7 năm 2015, he was called again for the upcoming Cúp bóng đá Đông Á 2015.